# Nederlands Theatersport Toernooi

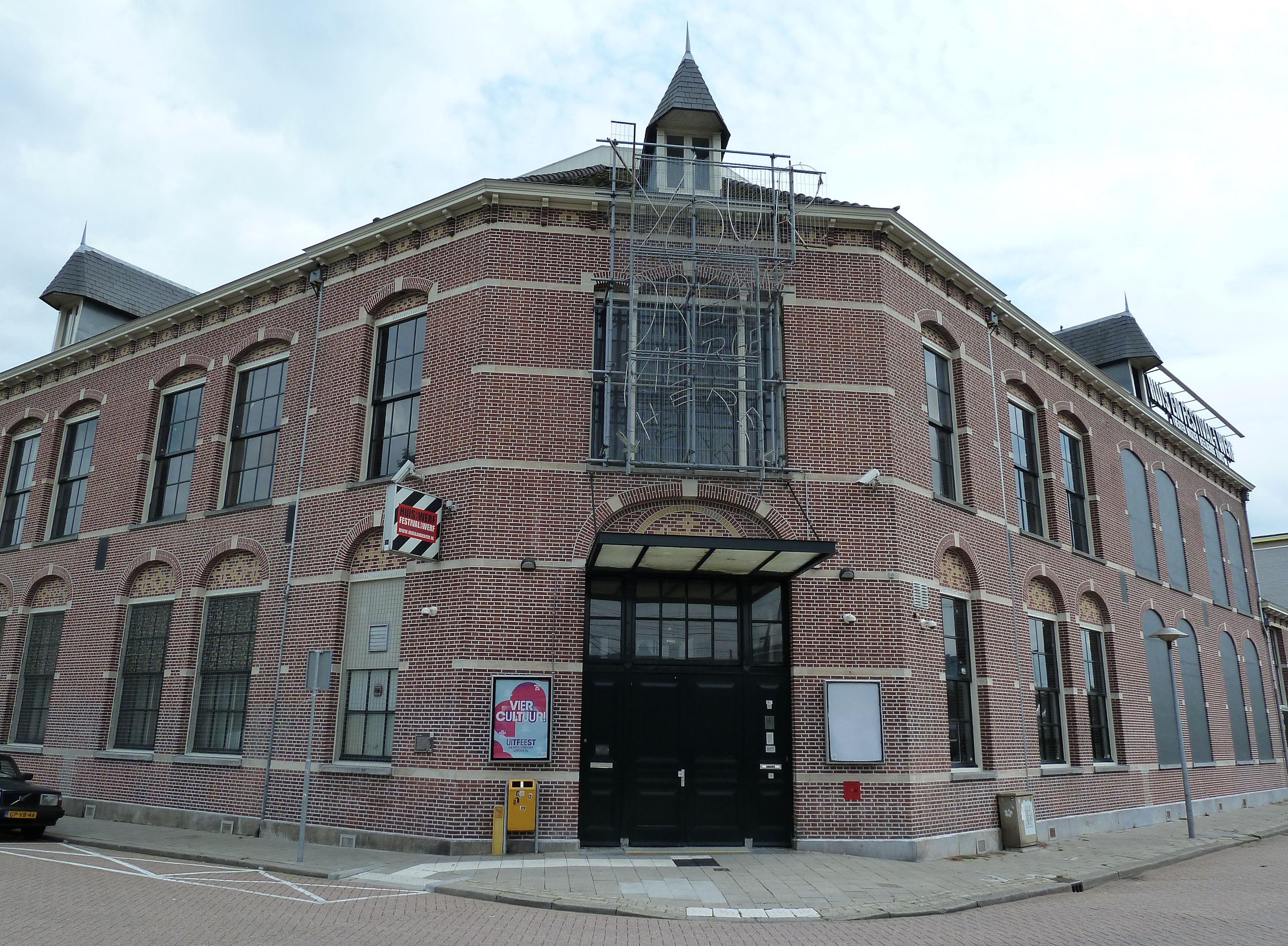
'Het Huis' (voorheen Huis a/d Werf) in de 1ste Daalsebuurt te Utrecht

Het Nederlands Theatersport Toernooi kortweg NTT is een meerdaagse, nationale wedstrijd theatersport, een korte en quasi-competitieve vorm van improvisatietheater voor in Nederland. De wedstrijd wordt jaarlijks georganiseerd door Stichting Improvisatie en Theatersport (IETS) in Het Huis te Utrecht (voorheen Huis a/d Werf). Het toernooi wordt gespeeld volgens het format van Keith Johnstone met twee teams, een presentator, muzikale begeleiding een driekoppige jury die per scène beoordeelt op techniek, inhoud en amusementswaarde. Bij de finale krijgt het publiek ook de gelegenheid om punten toe te delen.

## Geschiedenis
Het eerste toernooi werd georganiseerd in 2012 nadat er een stil einde was gekomen aan het Nederlands Kampioenschap Theatersport (NKT) dat vanaf 1990 jaarlijks door afwisselende theatersportverenigingen georganiseerd werd.  
Het NTT wordt elk jaar in de lente georganiseerd. De edities van 2020 en 2021 werden afgelast vanwege Covid-19-beperkingen, en de editie van 2022 is in september gehouden. Vanaf 2024 vindt het toernooi weer elk jaar in de lente plaats.

## Opzet
De opzet van het NTT is meer gebaseerd op het Nederlands Studentenkampioenschap Theatersport (NSK) dan het vroegere NKT. Anders dan bij het NKT vindt er geen voorselectie via regionale voorrondes, maar worden alle wedstrijden in poulestructuur op meerdere podia gespeeld met daarna kwart- en halve finales, en ter afsluiting de finalewedstrijd.
Het NTT is open voor alle theatersportteams. Behalve theatersportverenigingen is inschrijving ook toegestaan voor gelegenheidsformaties. Ondanks de betiteling 'Nederlands' hoeven teams niet Nederlands te zijn; onder de deelnemers bevinden zich vaak enkele Vlaamse teams en sporadisch doet een Engelstalig team mee. 
Elk NTT heeft een maximum aantal deelnemende teams en tot dusverre is er altijd een overinschrijving is geweest. Een openbare loting bepaalt welke teams worden toegelaten en tegen wie ze spelen in de poulefase.

## Winnaars
| Jaar | Teams | Winnaar                  | 2e plaats             |
| ---- | ----- | ------------------------ | --------------------- |
| 2024 | 36    | NED De Interventie       | BEL KNIP              |
| 2022 | 32    | NED Flunknarf            | NED Bitterzoet        |
| 2019 | 45    | NED Flunknarf            | NED De Meneertjes     |
| 2018 | 45    | NED Flunknarf            | NED Kaaswol           |
| 2017 | 35    | NED Man met Snor         | BEL KNIP              |
| 2016 | 35    | NED The Rainbow Warriors | NED Een Ander Team    |
| 2015 | 35    | NED Man met Snor         | NED Flunknarf         |
| 2014 | 35    | NED De Vereeniging       | NED Man met Snor      |
| 2013 | 32    | NED De Jonge Woudlopers  | NED Man met Snor      |
| 2012 | 32    | NED Man met Snor         | NED De Afstammelingen |